# Dima (woreda)
Pour les articles homonymes, voir Dima.
Ne doit pas être confondu avec le woreda Dimma dans la région Gambela.
Dima est un woreda de la zone Guji de la région Oromia, en Éthiopie. Il a 56 896 habitants en 2007. Son centre administratif est Afele Kola.

## Situation
Situé dans le nord-ouest de la zone Guji, Dima est limitrophe de la zone Gedeo de la région des nations, nationalités et peuples du Sud.
Son centre administratif, Afele Kola, est desservi par une route secondaire entre Bore (chef-lieu de Bore) et Solemo (chef-lieu d'Uraga).
|              | Bore  |          |
| (zone Gedeo) | Dima  | Ana Sora |
|              | Uraga |          |

## Population
Dima n'est pas mentionné en 2006 dans l'Atlas of the Ethiopian Rural Economy, son futur territoire faisant alors partie du woreda Uraga  mais il s'en sépare dès le recensement de 2007.
Le woreda Dima compte 56 896 habitants en 2007 et 2,5 % de sa population est urbaine.
La majorité (68 %) des habitants y sont protestants, 15 % sont de religions traditionnelles africaines, 6 % sont orthodoxes et moins de 1 % sont musulmans.
Avec 1 439 résidents en 2007, Afele Kola est la seule agglomération du woreda.